# Haruki Nammei
Haruki Nammei (japanisch 春木 南溟; geb. 1795 in Edo; gest. 11. Dezember 1878) war ein japanischer Maler der Nanga-Schule der späten Edo-Zeit bis zum Beginn der Meiji-Zeit.

## Leben und Werk
Haruki Nammei war der Sohn des Malers Haruki Nanko (春木 南湖; 1759–1839). Er studierte Malerei unter seinem Vater, aber auch unter Tani Bunchō. Sein Stil ist eine eigene Mischung des strengen „nördlichen Stils“ (北画, Hokuga) und des lockeren „südlichen Stils“ (南画, Nanga) Chinas, wobei er auch Elemente der europäischen Malerei einbezog. 
Er war ein begabter Maler von Landschaften und Blumen, oft sehr detailliert ausgeführt. Viele Daimyō bewunderten ihn, insbesondere der in Kōchi residierende Fürst Yamanouchi Yōdō (山内容堂; 1827–1872). Der Maler Haruki Nanka (春木 南華; 1818–1866) war sein Sohn, Tazaki Sōun (1815–1898) einer seiner Schüler.

## Bilder

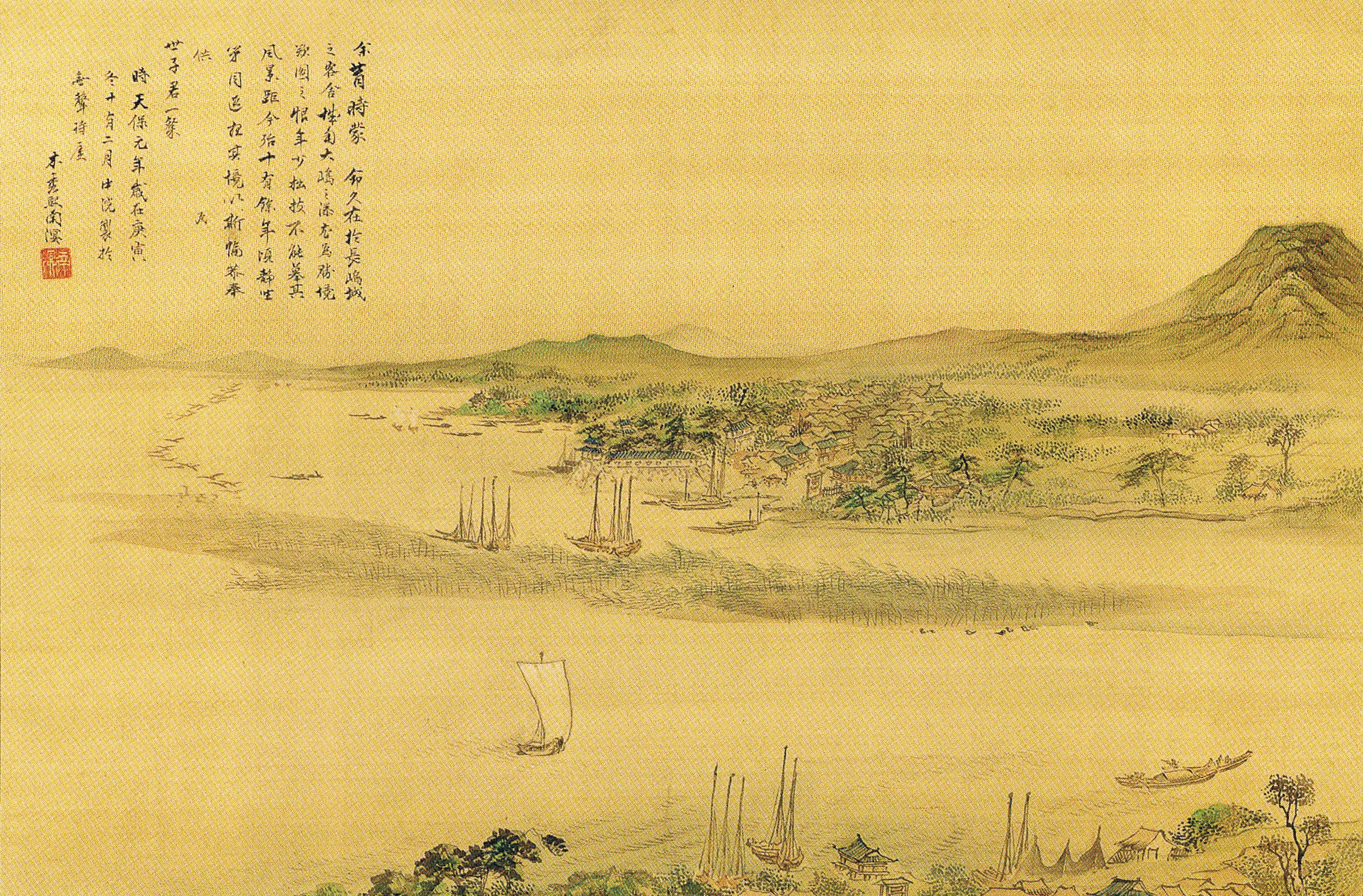
Landschaft von Kuwana
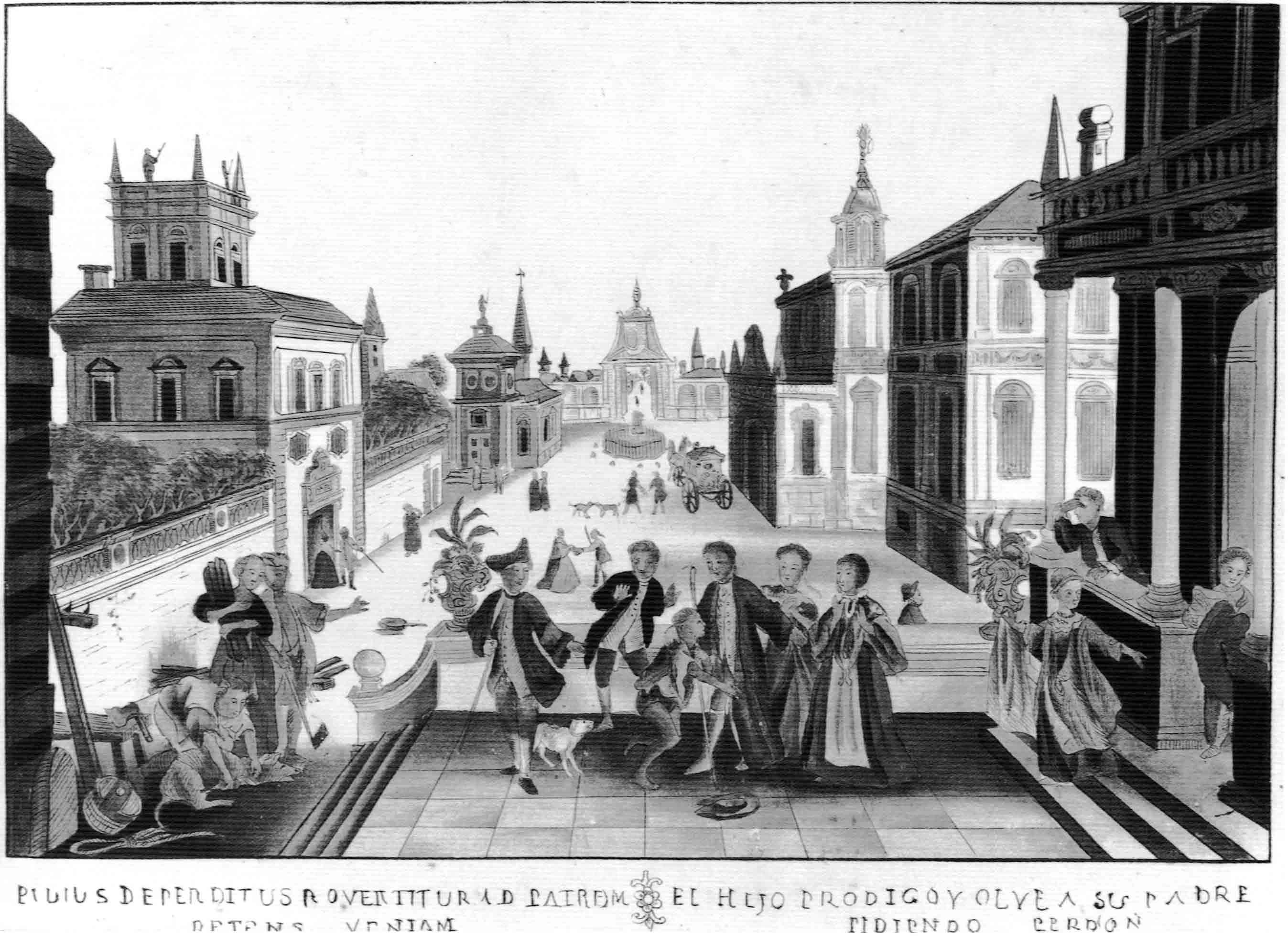
Kopie eines europäischen Kupferstichs
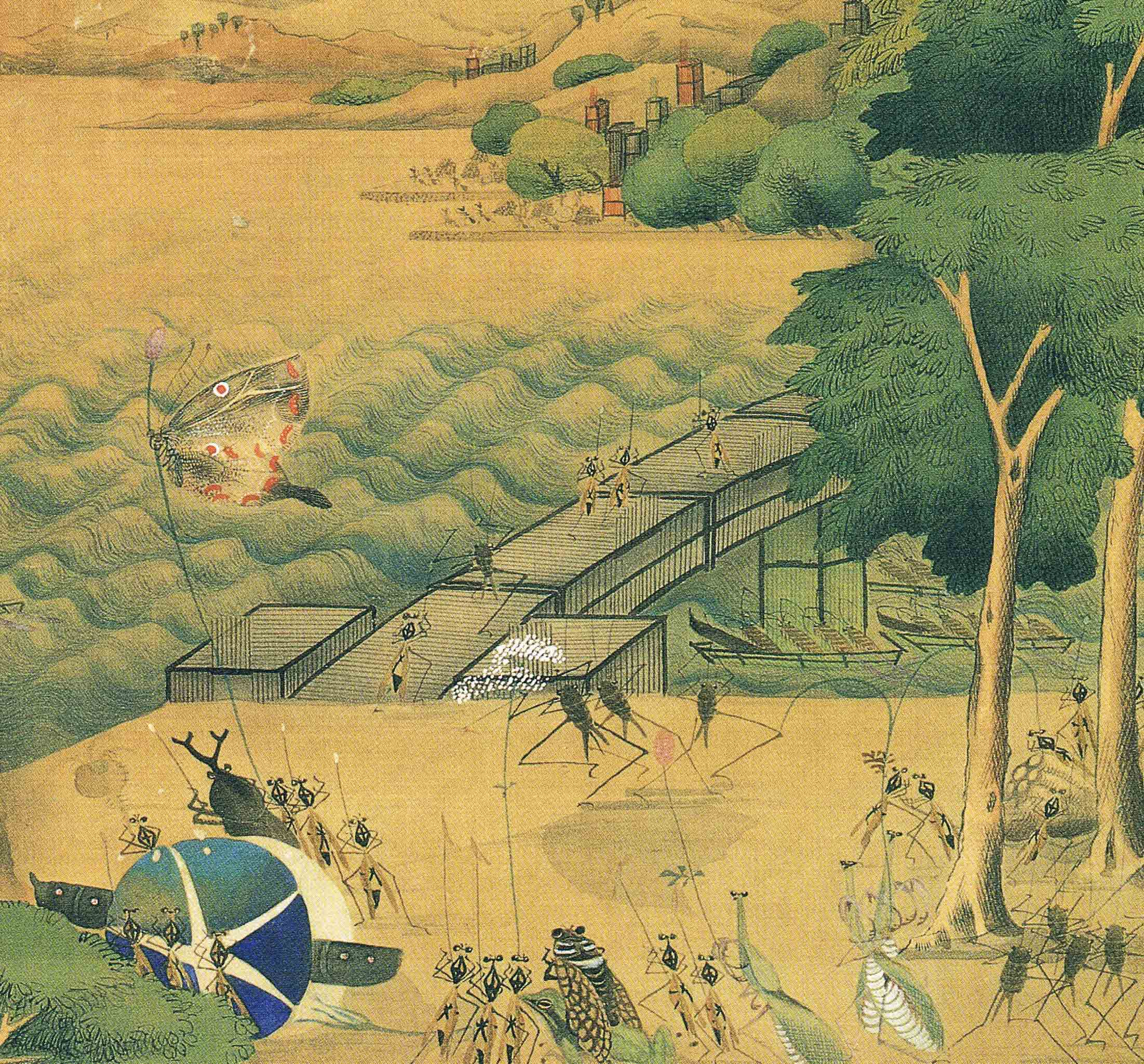
Kampf der Insekten (Ausschnitt)
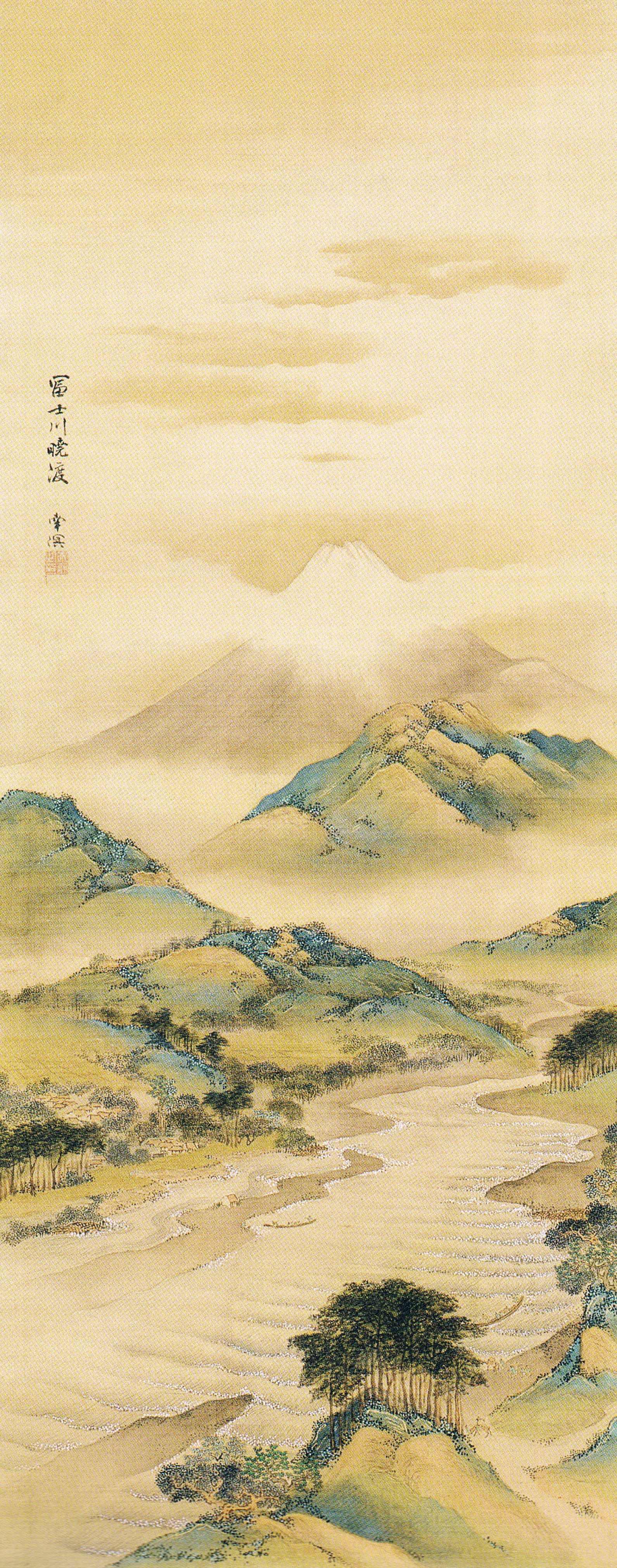
Berg Fuji
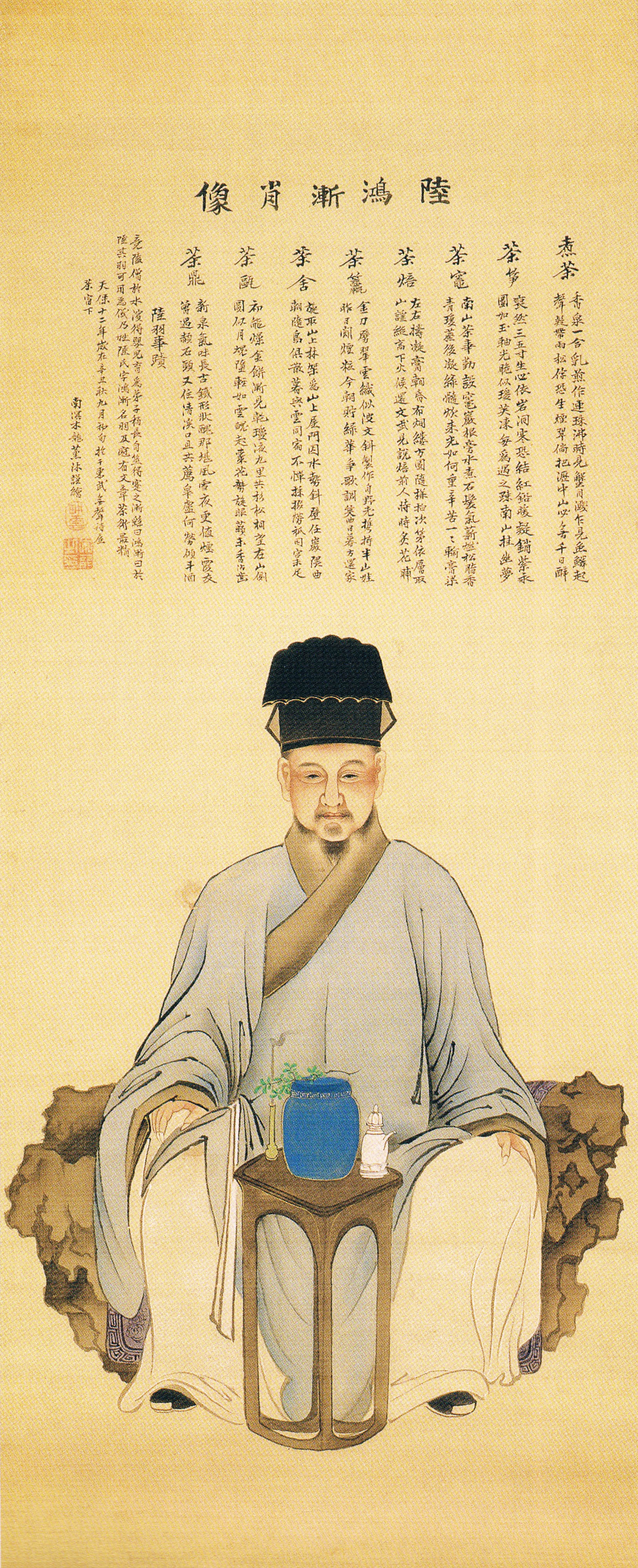
Porträt des Lu Yu
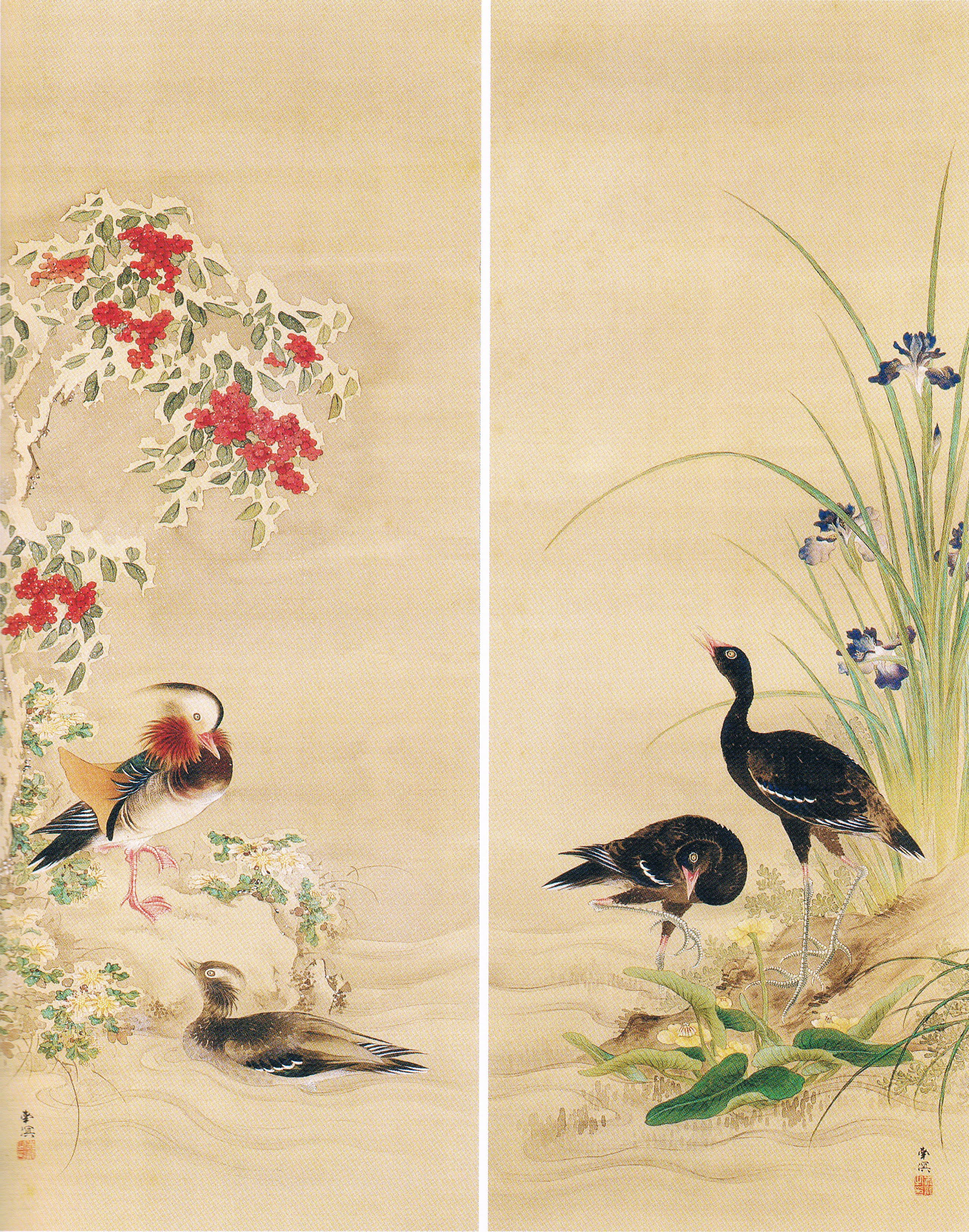
Blumen und Vögel